# ماتياس أريكسون
ماتياس أريكسون هو نبال سويدي، ولد في 17 نوفمبر 1981.

## وصلات خارجية
- ماتياس أريكسون على موقع أوليمبيديا (الإنجليزية)
- ماتياس أريكسون على موقع اللجنة الأولمبية السويدية (السويدية)